# Anaclubiona
Anaclubiona es un género de arañas araneomorfas de la familia Clubionidae. Se encuentra en  Japón y Taiwán.

## Lista de especies
Según The World Spider Catalog 12.0:
- Anaclubiona minima Ono, 2010
- Anaclubiona tanikawai (Ono, 1989)
- Anaclubiona zilla (Dönitz & Strand, 1906)